# Parc national du Dinder
Le parc national du Dinder est un parc national et une réserve de biosphère situé dans l'est du Soudan. Il est contigu au parc national d'Alitash en Éthiopie.

## Situation
Le parc est situé à environ 400 km au sud-est de Khartoum. Il doit son nom à la rivière Dinder, affluent du Nil Bleu, qui le traverse. Il est borné à l'est par la frontière éthiopienne. Administrativement, le parc dépend du district de Dinder (en), dans l'État de Sannar, mais déborde sur l'État du Nil Bleu et celui d'Al Qadarif. La ville de Dinder, à 50 km au nord-ouest du parc, sert de portail d'accès pour les touristes venus visiter le parc. Les rivières Dinder et Rahad naissent dans les hauts plateaux d'Éthiopie à 3 330 m d'altitude et descendent à 100 m d'altitude, avec un courant rapide, en arrivant au parc. La frontière soudano-éthiopienne, sur une longueur de 75 km, sépare le parc du Dinder de celui d'Alitash (en) en Éthiopie avec qui il partage un écosystème commun.

## Histoire
La région du Dinder abritait une population nombreuse lors de la première visite de voyageurs européens en 1861 mais, dans les années 1880, la guerre des mahdistes et une famine entraînent un abandon à peu près total. Ce n'est qu'en 1925 que le voyageur britannique Alfred Harrison signale des habitations.
En 1935, la région du Dinder, qui fait alors partie du Soudan anglo-égyptien, est érigée en parc naturel dans le cadre de la convention de Londres sur la conservation de la faune et de la flore (en) de 1933. En 1979, le parc devient membre du réseau mondial des réserves de biosphère. En 1983, son étendue atteint 2 630 km2.
En 2005, le parc est classé comme zone humide protégée par la convention de Ramsar. Le 2 février 2021, le gouvernement soudanais le propose comme site du patrimoine mondial de l'UNESCO ; sa superficie est alors de 10 291 km2.
La croissance démographique des villages environnants amène les éleveurs à pousser leurs troupeaux vers le parc et les agriculteurs à réclamer qu'une partie soit transformée en terres cultivables.

## Flore

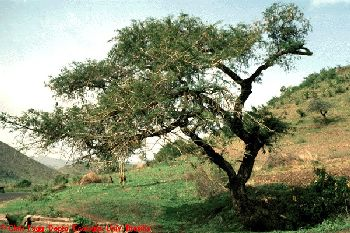
Acacia sieberiana en 2007, lieu inconnu.

Le parc se trouve au croisement de plusieurs milieux naturels, à la limite de la savane sahélienne et des hauts plateaux éthiopiens. Il comprend des zones ripariennes le long des rivières Dinder et Rahad, des zones boisées et des bras morts (nom local : maya) formant des plans d'eau. On compte plus de 40 mayas dont la superficie varie de 0,2 à 4,5 km2. La saison sèche dure de novembre à juin.
Les aires boisées non inondables occupent la plus grande partie de la surface du parc. Les espèces dominantes peuvent s'accommoder d'une pluviosité assez faible : Acacia seyal, Combretum, Balanites aegyptiaca (dattier du désert) apparaissent de façon homogène ou mélangée à côté d’Acacia mellifera et Cymbopogon nervatus. Dans la partie sud de la réserve où l'humidité est plus forte, on rencontre Sterculia cieral, Dalbergia et Anogeissus leiocarpus. Les hautes herbes annuelles les plus courantes sont Sorghum purpurea-sercum, Hyparrhenia pseudocymbaria, Aristida plumosa, Pennisetum ramosum et Setaria incrassata. La végétation comprend aussi des Asteraceae, Acanthacaca, Convolvulaceae et Hibiscus.
Dans les zones ripariennes, sur les bancs d'argile ou de sable, la végétation peut former des forêts galeries dont la composition varie selon les conditions locales ; elle comprend des grands arbres comme le palmier doum, Gardenia lutea, Acacia sieberiana, Tamarindus indica, Ficus, Ziziphus spina-christi (ou Ziziphus abyssinica) ; les herbes les plus répandues sont Aristida, Schoenefeldia gracilis (en), Brachiaria uniseta, Eragrostis tremila et différentes espèces de phorbes. Les broussailles les plus courantes sont Dichrostachys glomerata et Mimosa apigra.

## Faune

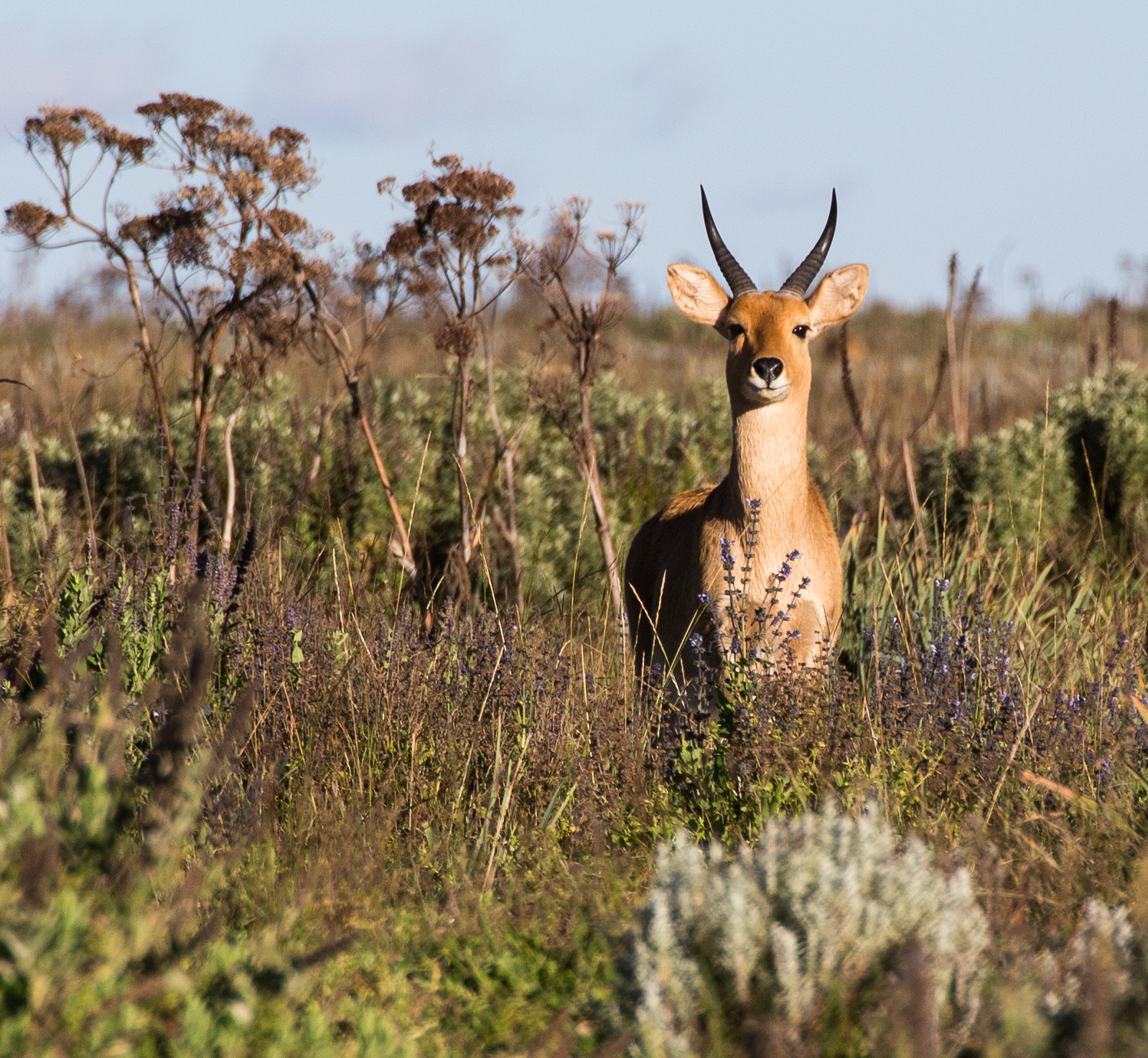
Redunca en Éthiopie en 2015.

Le parc abrite 27 espèces de grands mammifères : des herbivores sauvages tels que l'antilope tiang (en), l'antilope rouanne, la Redunca et l'ourébi dont les populations ont fortement diminué, des primates comme le babouin olive, le grivet et vervet, des carnivores tels que le lycaon, devenu extrêmement rare, le léopard, le guépard et une population significative de lions. D'autres espèces sont localement éteintes : l’éléphant de savane, le rhinocéros noir, l’hippopotame, la girafe de Nubie, la gazelle de Sömmering et l’antilope tora (en).
L'éléphant, considéré comme disparu en 1991, est cependant signalé de façon ponctuelle entre 1998 et 2006, peut-être venu du parc éthiopien d'Alitash. Une meute de lycaons a été vue de façon exceptionnelle en 1995.
Plus de 160 espèces d'oiseaux, sédentaires ou migrants, y séjournent dont l'autruche, l'outarde kori, l'outarde du Sénégal, la grue couronnée, l'ouette d'Égypte, la pintade de Numidie, la cigogne marabout, le héron cendré, la grande aigrette . Les amphibiens abondent dans les zones humides et sont consommés par les petits félins, les chouettes et d'autres oiseaux. Les termitières fournissent des proies au pangolin de Temminck et à l'oryctérope.
Les eaux du parc hébergent 32 espèces de poissons dont le tilapia du Nil, Heterotis niloticus, Synodontis et le siluriforme Clarias lazera. Les habitants des villages environnants viennent parfois pêcher illégalement dans les mayas pendant la saison sèche.
Parmi les insectes, outre les termites, les taons sont nombreux à la saison des pluies et leur piqûre peut être pénible pour la faune, incitant certains animaux migrants à s'en aller. Plusieurs espèces d'abeilles sauvages font leur nid dans le parc ; les habitants viennent parfois y récolter du miel illégalement, ce qui peut causer des feux de brousse.

## Fréquentation
L'université de Khartoum, celle de Djouba et celle de Sennar organisent des programmes d'éducation à l'environnement et proposent des cours et des visites aux écoles de 21 villages des environs. Les touristes payants sont peu nombreux, environ 500 par saison vers 2005 ; la plupart sont des étrangers résidant à Khartoum.